# سورتور (شخصیت کمیک)
سورتور (به انگلیسی: Surtur) یک شخصیت خیالی ابرشرور در کتاب‌های کامیک آمریکایی منتشر شده توسط مارول کامیکس است؛ و برای اولین بار، در شمارهٔ ۹۷ سفر به درون رمز و راز (Journey into Mystery) در اکتبر ۱۹۶۳ معرفی شد.